# Jiřice u Moravských Budějovic
Jiřice u Moravských Budějovic é uma comuna checa localizada na região de Morávia do Sul, distrito de Znojmo.